# Amina Eisner
Amina Eisner (* 1990 in Berlin) ist eine deutsche Schauspielerin, Regisseurin, Hörspiel- und Drehbuchautorin.

## Leben
Amina Eisner wurde in Berlin geboren, wo sie ihr Abitur machte. Anschließend ging sie nach Liverpool und studierte an der John Moores University Schauspiel und Regie. In England sammelte sie auch ersten Erfahrungen an verschiedenen Theaterbühnen. Am 23. Mai 2015 hatte ihr gemeinsam mit Thandi Sebe geschriebenes Theaterstück Jung, giftig und Schwarz seine Uraufführung am Ballhaus Naunynstraße, bei der beide Frauen Regie führten und die Hauptrollen Polly und Laela spielten. Am Ballhaus Naunynstraße war Amina Eisner auch als Regieassistentin tätig, unter anderem beim Stück Kings unter Regie von Nora Abdel-Maksoud. Bis 2019 studierte sie in London und erlangte am Drama Centre London (University of the Arts London) einen Master in Dramatic Writing.
Amina Eisner arbeitet freischaffend als Schauspielerin und Autorin. Ihre erste Rolle in einem Film hatte sie 2011 in dem Fernsehfilm Pixelschatten. In der Netflix-Serie Kleo war sie in der zweiten Staffel als Autorin Teil des Writersroom, in der Serie Doppelhaushälfte schrieb sie in der dritten Staffel für zwei Folgen das Drehbuch, in einer anderen Folge übernahm sie eine Rolle. Im Februar 2025 hatte ihr Stück Generation Arbeit – Eine gottlos amtliche Komödie Premiere am Stadttheater Gießen.

## Filmografie (Auswahl)
- 2011: Pixelschatten (Fernsehfilm, Rolle)
- 2023: Sam – Ein Sachse (Fernsehserie, Rolle)
- 2024: Kleo (Fernsehserie, Drehbuch)
- 2024: Doppelhaushälfte (Fernsehserie, Rolle und Drehbuch)

## Hörspiele (Auswahl)
- 2021: Margaret Mitchell: Vom Wind verweht – Die Prissy Edition. Scarlett und Prissy (16Teile) (Bearbeitung (Wort)) – Regie: Jörg Schlüter (Hörspielbearbeitung – WDR)[8]